# Rudolf Veiel

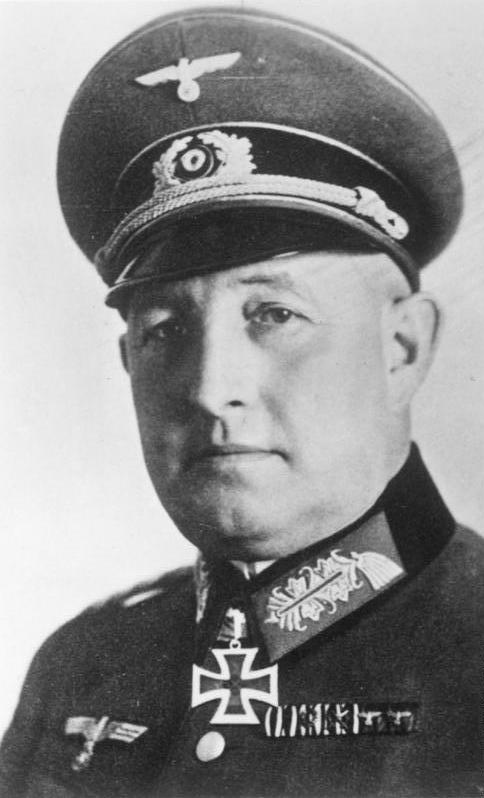
Rudolf Veiel (1940)

Rudolf Veiel (* 10. Dezember 1883 in Stuttgart; † 19. März 1956 ebenda) war ein deutscher General der Panzertruppe. Zu Beginn des Zweiten Weltkriegs kommandierte er als Generalleutnant die 2. Panzer-Division. Für die Erfolge seiner Division in der ersten Phase des Westfeldzugs wurde ihm am 3. Juni 1940 das Ritterkreuz des Eisernen Kreuzes verliehen. Im Frühjahr 1942 führte er für einige Monate das XXXXVIII. Armeekorps (mot). Am 1. April 1942 erfolgte seine Ernennung zum General der Panzertruppe.

## Leben
Rudolf Veiel trat am 4. April 1904 in Ulm als Fahnenjunker in das Württembergische Ulanen-Regiment (König Karl) Nr. 19 ein. Am 18. August 1905 erfolgte seine Beförderung zum Leutnant.
Zu Beginn des Ersten Weltkriegs diente Veiel als Rittmeister und Eskadron-Chef im Württembergischen Reserve-Dragoner-Regiment. Bis 1918 war er an der Westfront eingesetzt.
1919 nahm Veiel als Angehöriger eines Freikorps an der Niederschlagung der Münchner Räterepublik teil. Er wurde in die Reichswehr übernommen und diente ab Oktober 1920 zunächst beim Reiter-Regiment 18, ab Juni 1923 als Schwadron-Chef im 10. (Preußischen) Reiter-Regiment. Ab März 1927 war Veiel Major und Adjutant der 3. Kavallerie-Division in Weimar. Am 1. November 1932 wurde er, mittlerweile im Rang eines Oberstleutnants, Kommandeur des Reiter-Regiments 18 in Stuttgart-Cannstatt.
Nach der Machtübernahme der Nationalsozialisten blieb Veiel zunächst bei seiner Verwendung und wurde am 1. Dezember 1933 zum Oberst befördert. Im Oktober 1935 erfolgte seine Ernennung zum Kommandeur der Schützen-Brigade 2 in Meiningen. Am 1. Januar 1937 beförderte Hitler ihn zum Generalmajor. Ein Jahr später, im Februar 1938, wurde Veiel Kommandeur der 2. Panzer-Division.
Nach dem Beginn des Zweiten Weltkriegs nahm Veiel an der Spitze seiner Division am Polenfeldzug, Westfeldzug, Balkanfeldzug und am Unternehmen "Barbarossa" gegen die Sowjetunion teil. Im September 1943 wurde er von der Front abgezogen und erhielt die Dienststellung des stellvertretenden Kommandierenden Generals und Befehlshabers im Wehrkreis V (Stuttgart). Am 16. April 1945 wurde er in die Führerreserve versetzt.
Einen Tag vor Kriegsende, am 7. Mai 1945, geriet er in amerikanische Gefangenschaft, aus der er nach zwei Jahren entlassen wurde. Am 19. März 1956 verstarb er in seiner Heimatstadt Stuttgart.